# Astrild à moustaches
Brunhilda erythronotos
Espèce
Statut de conservation UICN

 LC  : Préoccupation mineure
L'Astrild à moustaches (Brunhilda erythronotos) est une espèce de passereaux appartenant à la famille des Estrildidae.

## Répartition et sous-espèces
- B. e. delamarei (Sharpe, 1900) — Afrique de l'Est ;
- B. e. erythronotos (Vieillot, 1817) — Afrique australe ;